# Babel (compilador)
Babel es un transpilador gratis y de código abierto, que es principalmente utilizado para convertir ECMAScript 2015+ (ES6+) código a una versión atrás compatible de Javascript aquello puede ser ejecutado por motores de Javascript más viejo. Babel es una herramienta popular para utilizar las características más nuevas del lenguaje de programación de Javascript.
Los desarrolladores pueden utilizar características de lenguaje de programación Javascript nuevas por utilizar Babel para convertir su código de fuente a versiones de Javascript aquellos navegadores de Web son capaces de procesar. La versión de núcleo de Babel estuvo descargado 5 millones de veces un mes cuando de 2016, aumentando a 16 millones de veces por semana desde 2019.
Extensiones de babel transforman sintaxis que no es ampliamente apoyado a un backward-versión compatible. Por ejemplo, funciones de flecha, los cuales están especificados en ES6, están convertidas a funciones regulares. Sintaxis no estándar como JSX también puede ser transformado.
Babel Automáticamente puede inyectar polyfills proporcionado por core-js para el soporte presenta aquello falta enteramente de entornos de Javascript. Por ejemplo, a métodos estáticos como Array.from y compilados como Promise es sólo disponible en ES6+, pero  pueden ser utilizados en entornos más viejos si core-js está utilizado.